# اتفاق مالينو الثاني
اتفاق مالينو الثاني هي اتفاقية وقعت في 13 فبراير 2002 كتسوية بين الأطراف المتحاربة في الصراع الطائفي مالوكو الذي بدأ في عام 1999 في جزر الملوك في إندونيسيا. (12 فبراير وفقًا لوزارة الخارجية والكومنولث في المملكة المتحدة).
تم التوقيع عليه في مدينة مالينو سولاوسي.